# VV Corvi
VV Corvi (HD 110317) är en dubbelstjärna i norra delen av stjärnbilden Korpen. Den har en genomsnittlig skenbar magnitud av ca 5,27 och är svagt synlig för blotta ögat där ljusföroreningar ej förekommer. Baserat på parallaxmätning inom Hipparcosuppdraget på ca 11,7 mas, beräknas den befinna sig på ett avstånd på ca 280 ljusår (ca 90 parsek) från solen. Den rör sig närmare solen med en heliocentrisk radialhastighet på ca -19 km/s.

## Egenskaper
Primärstjärnan VV Corvi A är en gul till vit stjärna, som är på väg att lämna huvudserien, av spektralklass F5 IV. Den har en massa som är ca 2 solmassor, en radie som är ca 3,4 solradier och har ca 18 gånger solens utstrålning av energi från dess fotosfär vid en effektiv temperatur av ca 6 600 K.

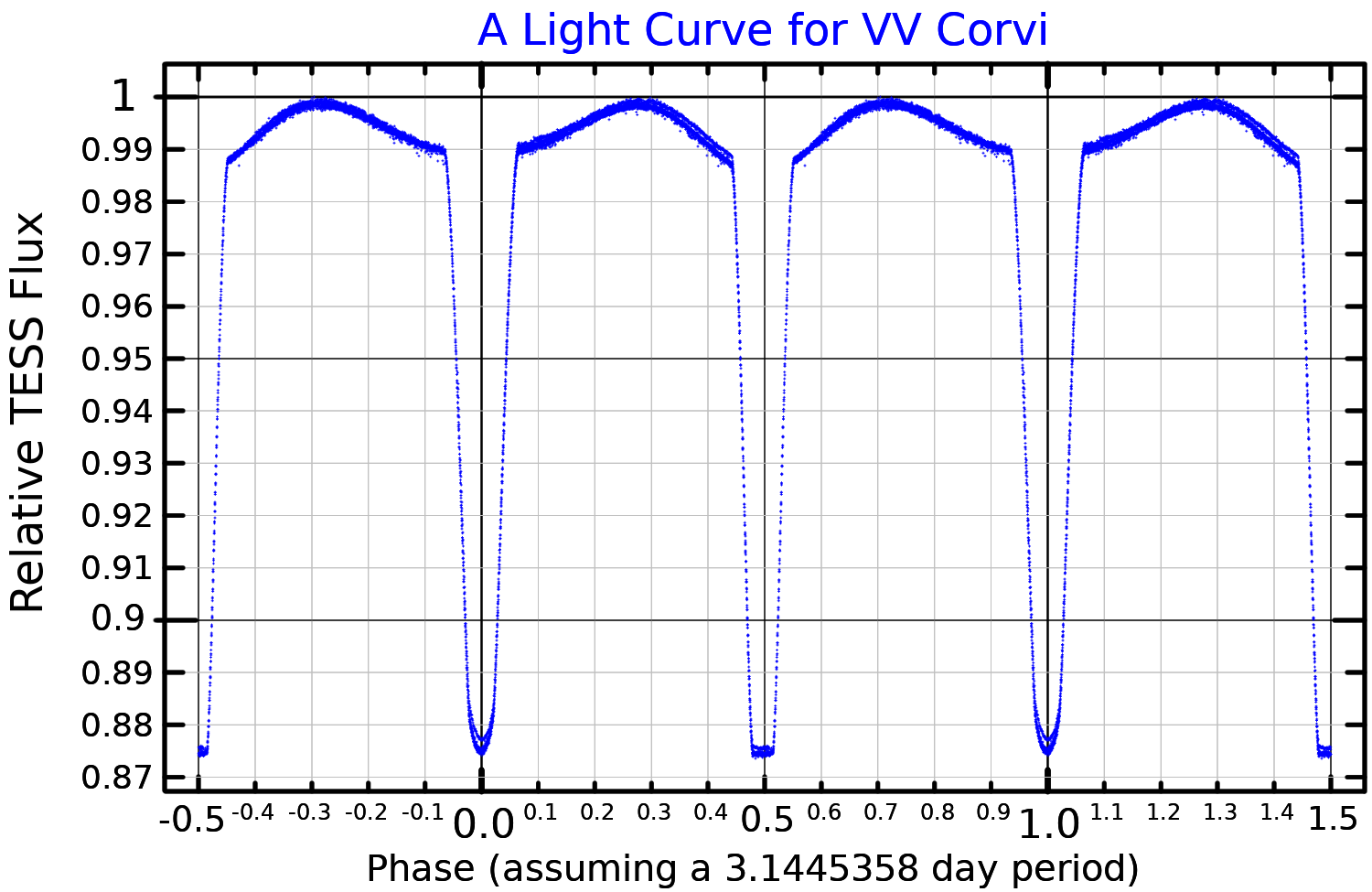
Ljuskurva för VV Corvi, plottad från TESS-data.

VV Corviär en snäv spektroskopisk dubbelstjärna och en förmörkelsevariabel, som varierar från skenbar magnitud 5,19 till 5,34 med en period av 3,145 dygn. De två stjärnorna kretsar kring varandra med en omloppsperiod på 1,46 dygn och en excentricitet på 0,088. Massförhållandet mellan de två stjärnorna är 0,775 ± 0,024. Följeslagaren har en massa som är ca 1,5 solmassa,  en radie som är ca 1,7 solradie och har ca 4,7 gånger solens utstrålning av energi från dess fotosfär. Båda är gulvita stjärnor i huvudserien av spektralklass F5 V, även om primärstjärnan har börjat expandera och svalna när den närmar sig slutet av sin tid på huvudserien. En andra följeslagare upptäcktes under Two Micron All-Sky Survey. Paret delar en gemensam egenrörelse med HR 4822, som ligger separerad med 5,2 bågsekunder.